# 2588 Flavia
2588 Flavia este un asteroid din centura principală, descoperit pe 2 noiembrie 1981 de Brian Skiff.